# Åke Seyffarth
Karl Åke Seyffarth (ur. 15 grudnia 1919 w Sztokholmie, zm. 1 stycznia 1998 w Morze) – szwedzki łyżwiarz szybki, dwukrotny medalista olimpijski oraz brązowy medalista mistrzostw świata.

## Kariera
Specjalizował się w długich dystansach. Największe sukcesy osiągnął w 1948, kiedy podczas igrzysk olimpijskich w Sankt Moritz zdobył złoto na dystansie 10 000 m i srebro na 1500 m. Na krótszym dystansie wyprzedził go tylko Norweg Sverre Farstad. W 1947 zwyciężył na pierwszych rozgrywanych po wojnie oficjalnych zawodach – mistrzostwach Europy w wieloboju w Sztokholmie. W tym samym roku był także trzeci na wielobojowych mistrzostwach świata w Oslo, za Lassim Parkkinenem z Finlandii i Sverre Farstadem.
Dwa razy bił rekordy świata. W swojej karierze wywalczył 22 tytuły mistrza Szwecji na dystansach. Zdobył też mistrzostwo Szwecji w kolarstwie szosowym w latach 1940-1941.

### Mistrzostwa świata
- Mistrzostwa świata w wieloboju
  - brąz – 1947

## Życie prywatne
Seyffarth był związany z klubem IF Linnéa w Sztokholmie przez całą swoją karierę. Po zakończeniu kariery sportowej wystąpił jako on sam w szwedzkim filmie "Pappa Bom." Zmarł w wyniku komplikacji po udarze i został pochowany w gaju pamięci na Skogskyrkogården w Sztokholmie.

## Dziedzictwo
Oprócz sukcesów międzynarodowych, Seyffarth zdobył 22 tytuły mistrza Szwecji na dystansach w latach 1940-1948, co ugruntowało jego pozycję jako jednego z najlepszych szwedzkich sportowców. Jego osiągnięcia w łyżwiarstwie szybkim i kolarstwie podkreślają jego niezwykłą wszechstronność i poświęcenie dla sportu.